# Кропевниця-Рацибори
Кропевниця-Рацибори (пол. Kropiewnica-Racibory) — село в Польщі, у гміні Кобилін-Божими Високомазовецького повіту Підляського воєводства.
Населення — 63 особи (2011).
У 1975-1998 роках село належало до Ломжинського воєводства.

## Демографія
Демографічна структура станом на 31 березня 2011 року:
|          | Загалом | Допрацездатний вік | Працездатний вік | Постпрацездатний вік |
| -------- | ------- | ------------------ | ---------------- | -------------------- |
| Чоловіки | 31      | 6                  | 16               | 9                    |
| Жінки    | 32      | 4                  | 14               | 14                   |
| Разом    | 63      | 10                 | 30               | 23                   |